# Antonov An-28
L'Antonov An-28 (in cirillico Антонов Ан-28, nome in codice NATO Cash o Clog) è un aereo biturboelica leggero da trasporto, sviluppato dall'Antonov An-14M. Risultò il vincitore di una competizione con il Beriev Be-30 per l'impiego da parte dell'Aeroflot come aeromobile di linea regionale. Volò per la prima volta nel 1969.
Fu replicato complessivamente in 191 esemplari e ad agosto 2006 ne rimanevano in servizio di linea 68.
Dopo una serie di prototipi realizzati da Antonov, la produzione fu licenziata a PZL-Mielec. Nel 1993 il costruttore polacco sviluppò in proprio una variante migliorata, il PZL Mielec M28 Skytruck.

## Sviluppo
L'An-28 è simile all'An-14 in molti dei suoi aspetti, inclusi la struttura alare e il doppio timone, ma gode di una fusoliera più ampia e di motori turboelica in luogo dei propulsori a pistoni del progenitore. Il primo esemplare, un An-14 modificato, volò nel 1969, il secondo non prima del 1975. Nella configurazione da trasporto passeggeri fu dotato di più di 15 posti in aggiunta ai due per l'equipaggio. La produzione fu trasferita alla PZL nel 1978. Il primo aereo di costruzione polacca non decollò prima del 1984. Solo nel 1986 ricevette la certificazione e poté iniziare il servizio commerciale.

## Versioni
An-14A
La designazione originaria dell'An-28.
An-14M
Prototipo.
An-28
Designazione definitiva del modello, di cui solo tre unità costruite dalla casa madre.
An-28RM Bryza 1RM
Versione ambulanza o per il SAR.
An-28TD Bryza 1TD
Versione cargo.

## Utilizzatori

### Civili
I principali operatori civili dei 68 An-28 impiegati per il servizio di linea includono:
 Kazakistan
- Avluga-Trans (11)

 Kirghizistan
- Kyrgyzstan Airlines (5)

 Moldavia
- Tepavia Trans (4)

 Russia
- Korjakavia (2)
- Vostok Airlines (5)

 Suriname
- Blue Wing Airlines (4; il 3 aprile 2008 uno di questi è andato distrutto)

 Tagikistan
- Tajik Air (8)

Altre 21 compagnie operano i restanti velivoli in quantità ridotta.

### Militari
Georgia
- Sak'art'velos samxedro-sahaero dzalebi

2 An-28 ricevuti e tutti in servizio al luglio 2020.
 Gibuti
- Force Aérienne du Djibouti (1)

 Perù
- Aviación del Ejército (2)

 Polonia
- Wojska Lotnicze i Obrony Powietrznej (2)

### Passati
Unione Sovietica
- Aeroflot

## Incidenti
- 3 aprile 2008: un An-28 della Blue Wing Airlines si schianta subito prima dell'atterraggio nei pressi di Benzdorp, Suriname, nel tentativo di effettuare un sorvolo in circolo dell'aeroporto e permettere ad un altro aereo di liberare la pista. Muoiono i 19 occupanti.[6]
- 31 marzo 2009: un PZL M-28 (An-28TD Bryza 1TD) dell'aviazione polacca precipita a Gdynia, Polonia, durante una simulazione di atterraggio con un solo motore. Muoiono i quattro occupanti.[7]

### Relativo sviluppo
- Antonov An-14
- Antonov An-38
- PZL Mielec M28

### Aerei comparabili
- Beriev Be-30
- De Havilland Canada DHC-6 Twin Otter
- Dornier Do 228
- GAF Nomad
- Harbin Y-12
- IAI Arava
- Let L-410 Turbolet
- Short SC.7 Skyvan